# Darwinia (videogioco)
Darwinia è un videogioco di strategia in tempo reale sviluppato da Introversion Software e pubblicato per Microsoft Windows, macOS, Linux e Xbox 360.

## Trama
Darwinia è ambientato in un parco virtuale creato dal Dr. Sepulveda per portare avanti delle ricerche sulle forme di vita virtuali.
Questo piccolo mondo che, nella dimensione digitale, esiste da migliaia di generazioni, è abitato dai Darwiniani, delle forme di vita artificiali, senzienti e dotate di grande vitalità. Sfortunatamente, il brillante esperimento del Dr. Sepulveda è stato bruscamente interrotto dalla comparsa di un pericoloso virus all'interno di Darwinia, un virus che, se non sarà fermato, decreterà la fine di tutti i Darwiniani.  Scopo del gioco è eliminare i virus presenti in ogni mappa e portare in salvo i Darwiniani. Per conseguire quest'obiettivo, il giocatore ha a disposizione una manciata di unità: i plotoni, unità di combattimento (potenziabili) armate di laser, granate e razzi; gli ingegneri, indispensabili per conquistare le varie strutture e per la raccolta delle anime dei nemici sconfitti, e gli ufficiali, in grado di impartire ordini ai Darwiniani più o meno come se fossero un gregge di pecore. Ognuna di queste unità può essere creata a costo zero, ma è possibile utilizzarne contemporaneamente solo un numero molto limitato. In aggiunta a unità, virus e Darwiniani, il mondo di Darwinia contiene anche delle semplici strutture di trasporto o di raccolta.